# Margot Pietzner
Margot Pietzner, geborene Kunz (* 1921; † 1998), war eine SS-Aufseherin, deren Anerkennung als Opfer des Stalinismus in den 1990er Jahren zu heftigen Kontroversen führte.
Sie wurde im August 1944 von ihrem Arbeitgeber, den Arado-Flugzeugwerken, zu einem Lehrgang als KZ-Aufseherin in das KZ Ravensbrück geschickt und tat in der Folge Dienst in den Außenlagern der Konzentrationslager Ravensbrück und Sachsenhausen. Im August 1946 wurde sie in Wittenberg von der sowjetischen Besatzungsbehörde verhaftet. Man warf ihr vor, als Aufseherin im KZ-Nebenlager Rödernhof bei Belzig Häftlinge misshandelt zu haben. Sie wurde von einem sowjetischen Kriegsgericht zum Tode verurteilt. Die Strafe, später zu 25 Jahren Arbeitslager umgewandelt, verbüßte sie in verschiedenen Lagern und Gefängnissen, bis sie 1956 nach einer Amnestie frei kam. Pietzner wurde 1992 als Opfer der Stalinismus anerkannt und mit 64 350 Mark entschädigt. Nach heftiger öffentlicher Kritik wurde der Fall überprüft und im Sommer 1996 wurde Margot Pietzner die Rehabilitierung als ehemaliger politischer Häftling wieder aberkannt. Der Vorsitzende des „Fördervereins Gedenkbibliothek zu Ehren der Opfer des Stalinismus“, Wolfgang Templin, trat in der Folge zurück.